# Gare de Corroy-le-Château
La gare de Corroy-le-Château est une halte ferroviaire belge fermée de la ligne 147, de Tamines à Landen via Fleurus, située à Corroy-le-Château, ancienne commune fusionnée avec la ville de Gembloux, en Région wallonne dans la province de Namur.
Elle est mise en service en 1886 par les Chemins de fer de l'État belge et ferme en 1959.

## Situation ferroviaire
La gare de Corroy-le-Château se trouvait au point kilométrique (PK) 19,3 de la ligne 147, de Tamines à Landen, via Fleurus et Gembloux entre la gare de Sombreffe et le point d'arrêt de Penteville.

## Histoire
Le point d'arrêt de Corroy-le-Châteauest est créé le 1er juillet 1890 par les Chemins de fer de l'État belge sur la section de Fleurus à Landen en service depuis 1865.
Elle devient une halte le 22 octobre 1908 et reçoit un petit bâtiment apparenté au plan type 1893 sans corps de logis à étage ni dépendances.
Cette section de ligne ferme à tous trafics le 4 octobre 1959. Le bâtiment de la gare a été détruit par après mais la maison de garde-barrière du côté opposé de la voie et de la route subsiste comme habitation.